# Hon-Kesa-Gatame
Hon-Kesa-Gatame est une technique d’immobilisation (Osae komi waza) utilisée en judo, jiu-jitsu brésilien et lutte.

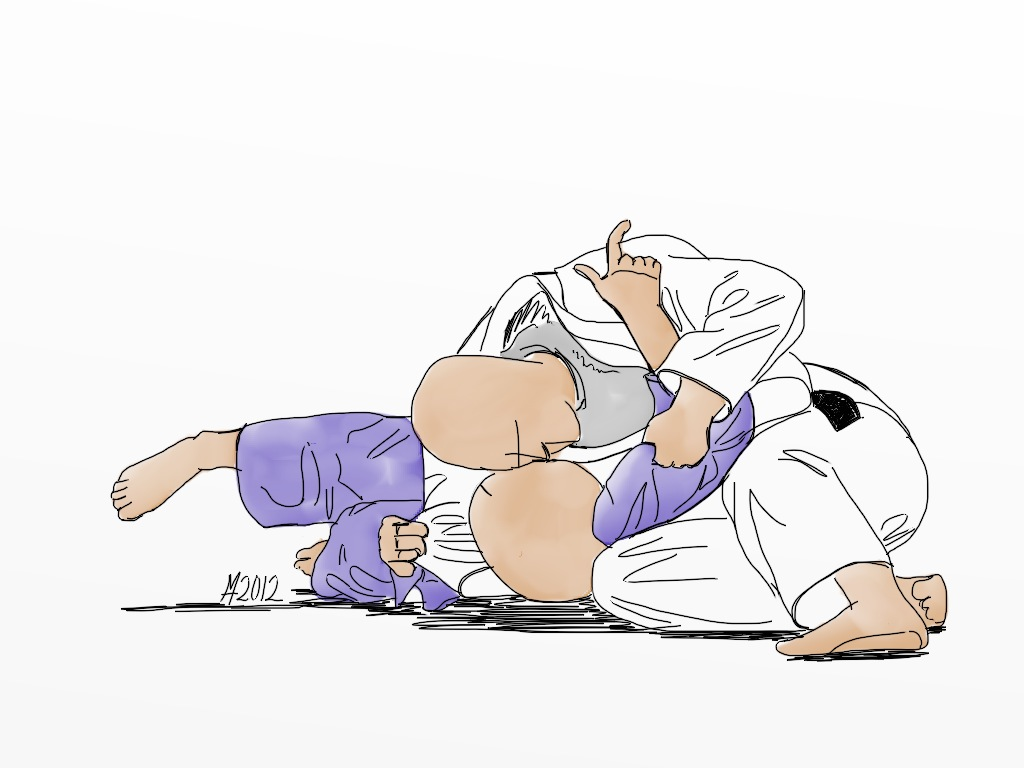
Hon-Kesa-Gatame

## Traduction
| Kanji    | Rōmaji | Français       |
| -------- | ------ | -------------- |
| の基本形 | Hon    | De base        |
| 袈裟     | Kesa   | Par le travers |
| 固       | Gatame | Immobilisation |

## Description
Uke est sur le dos. Tori positionné à droite d'Uke saisit le bras droit d'Uke pour le placer sur son flanc gauche en le verrouillant sous son aisselle gauche. Tori entoure ensuite la tête d'Uke avec le bras droit et saisit le col d’Uke, le plus loin possible, pouce à l’intérieur tout en plaçant la jambe droite tendue à côté du flanc droit d'Uke et jambe gauche pliée en arrière. Il positionne alors son corps de façon à serrer contre son flanc droit le haut du flanc droit d’Uke.
Conseil : Faire attention à ne pas trop pousser vers uke, car il pourrait retourner tori de l'autre coté.

## Liaisons debout-sol
La prise Koshi-Guruma permet de faire une liaison au sol vers Hon-Kesa-Gatame.

## Retournements amenant à hon-kesa-gatame

### Passer les jambes et immobiliser
Tori est entre les jambes d’uke qui est sur le dos ou assis. En ne dépassant pas la ceinture avec le bras tendu pour ne pas être pris par uke en clef de bras, tori vient d’une main maintenir uke en position pour qu’il ne tente pas de fuir et à l’aide du coude de l’autre bras il vient appuyer fortement sur le muscle de la cuisse, la douleur étant telle, uke abaisse sa jambe et tori peut de suite engager son tibia dessus. Tori plaque uke au sol à l’aide de ses bras tandis qu’il passe l’autre jambe par-dessus la jambe toujours maintenue au sol pour venir sur le côté d’uke en immobilisation de base, hon-kesa-gatame.

### En défense à genoux
Tori est à genoux en position de défense sur ses quatre appuis, uke est à genoux devant lui et tente de passer son bras entre le bras et le genou de tori pour saisir son kimono, tori saisit alors la manche d’uke et bascule sur le côté pour emporter uke dans son dos, tori peut ainsi immobiliser uke en hon-kesa-gatame ou en ushiro-kesa-gatame.

### Depuissankaku-jime
Tori est sur le dos et uke entre ses jambes tente soit de passer une main par l’extérieur pour saisir sa ceinture soit de passer le bras par l’intérieur pour saisir le revers. À cet instant tori saisit le bras et se décale sur le côté en engageant la fosse poplitée sur la nuque d’uke. Tori engage ensuite le bras du côté de la jambe qui est sur la nuque d’uke sous la jambe et la ramène près de sa poitrine. Tori repousse avec sa jambe la tête d’uke et tire dans le même temps sa jambe vers lui pour le faire basculer et l’immobiliser en yoko-shiho-gatame ou hon-kesa-gatame en maintenant la jambe d’uke en l’air pour mieux le plaquer au sol.

## Combinaisons

### Makura-Kesa-Gatame
Tori tente d’engager hon-kesa-gatame. Lorsqu’uke tente de fuir en tournant, tori le suis du genou droit en tournant dans la même direction et engage sa cuisse droite sous sa tête. La jambe gauche reste écartée vers l’arrière comme dans l’immobilisation fondamentale. Le bras gauche de tori passe au-dessus du bras gauche d’uke pour venir saisir la ceinture coude collé au flanc d’uke. Le bras droit de tori entoure le bras gauche d’uke pour venir chercher son propre revers gauche le plus loin possible en arrière. Tori tire alors uke dans l’angle formé par sa poitrine et sa cuisse droite.

## Sorties
Pour se dégager, tori ne peut jamais pousser sur la figure d’uke, mais il peut lui appliquer l’avant-bras sous le menton.

### Bras droit libre
Si l’immobilisation n'est pas encore assurée, par la prise du bras droit ou si uke lui lâche le bras droit pour prendre appui vers l’avant, tori peut dégager ce bras et sortir en se mettant à genoux vers sa droite.

### Tête libre
Si uke lâche la tête de tori du bras droit pour éviter d’être retourné, tori doit engager son avant-bras gauche sous l’aisselle droite d’uke pour le repousser vers l’avant, tout en retirant sa tête derrière lui et sortir en tournant sur sa droite.

### Se retourner sur le ventre
Tori se tourne vers la droite et donne de violentes secousses pour dégager son bras droit, tout en repoussant uke avec l’avant-bras gauche placé sur la partie droite du cou,.

### Accrochage de la jambe
En se tournant vers la droite, tori se rapproche d’uke et se colle le plus possible contre lui. Il lance, ensuite, sa jambe gauche pour essayer d’accrocher la jambe droite d’uke, placée en arrière.
S’il contrôle convenablement la jambe, il n’y a plus immobilisation. Dans cette position, tori peut essayer de basculer uke comme il est expliqué dans la sortie suivante.

### Ponter puis renverser
Tori plie les jambes et prend un bon appui sur ses pieds. Il engage son bras gauche autour du corps d’uke et saisit la ceinture de celui-ci, le plus loin possible sur l’abdomen. S’aidant des deux bras et de la jambe droite qu’il fléchit en la rapprochant d’uke, tori ponte vigoureusement et brusquement en direction de son épaule gauche pour basculer Tori au-dessus de lui à hauteur de sa tête. Il lui est alors facile de le retourner sur sa gauche,.

### Bascule arrière avec balance
Tori passe son bras gauche derrière le creux poplité de son genou gauche et saisit le col d'uke au niveau de la nuque puis balance sa jambe pour venir retourner en arrière uke

### Bascule arrière avec poussée de la jambe
Tori soulève le menton d’uke avec sa main gauche pour pencher sa tête en arrière et il crochète avec sa jambe la tête de uke pour pouvoir le basculer

## Contres

### Retournements en hon-kesa-gatame

#### Par pression du coude
Tori est pris en immobilisation, de suite il vient joindre ses deux mains en pivotant légèrement vers uke, puis en se retournant de l’autre côté tori va effectuer une pression sur le coude d’uke de sorte qu’il passe devant son épaule l’obligeant à suivre le mouvement pour ne pas souffrir.
En effectuant une rotation entière tori va emmener uke jusqu’à se qu’il se retrouve à son tour immobilisé en hon-kesa-gatame.

#### En ceinturant uke
Tori passe les deux mains dans le dos d’uke qui le maintient en immobilisation, puis pivote vers lui pour se donner de l’élan et sans temps d’arrêt bascule de l’autre côté sur son épaule en pontant sans reposer les fessiers. À l’aide de ses bras tori emporte uke dans la bascule de sorte de le faire passer par-dessus lui sans relâcher uke une fois le pivot effectué pour revenir sur lui dans la position qu’uke tenait.

#### Suppression de l’appui jambe arrière
Une sortie très efficace que l’on imaginerait à peine réaliste si les lois de la physique ne s’en mélaient pas ! Tori se décale de façon que la jambe arrière d’uke qui est son appui principal pour empêcher la bascule ne puisse plus servir. Puis d’un grand mouvement ample tori s’assied et uke tombe pour être pris à son tour en hon-kesa-gatame.
Tori peut également pivoter en Kuzure-Yoko-Shiho-Gatame en coinçant un bras d’uke.

## Passage de grade
Dans le cadre de la progression française de judo, cette technique est enseignée au niveau des ceintures jaunes.
Chez les enfants afin d’éviter qu’ils étranglent leur partenaire, on préfère utiliser Kuzure-Kesa-Gatame.